# Галит Бург Мајкл
Галит Бург (хебр. גלית בורג, романизовано Galit Burg; Бат Јам, 8. јун 1968 — 28. новембар 2022) била је израелска певачица која је у дуету са Гилијем Нетанелом представљала Израел на Песми Евровизије 1989. у Лозани, са песмом Derekh Hamelekh (у преводу Краљев пут). Песма је заузела 12. место са 50 освојених бодова. Песму је првобитно самостално требало да отпева, тада једанаестогодишњи Гили, а накндадно је одлучено да се формира дует са неким искуснијим певачем, и избор је пао на тада 21-годишњу Галит. 
Галит је наставила да се бави музиком и након Евровизије, а након удаје преселила се у Сједињене Државе. 